# كونور هاميل
كونور هاميل (بالإنجليزية: Connor Hammell)‏ هو لاعب كرة قدم بريطاني في مركز الوسط، ولد في 14 فبراير 1996 في وايتهفن ‏ في المملكة المتحدة. لعب مع نادي كارلايل يونايتد ونادي ووركينغتون.

## وصلات خارجية
- كونور هاميل على موقع قاعدة بيانات كرة القدم.إي يو (الإنجليزية)
- كونور هاميل على موقع Soccerbase.com (لاعب) (الإنجليزية)
- كونور هاميل على موقع Soccerway.com (الإنجليزية)